# Theodor Francke (Kaufmann)

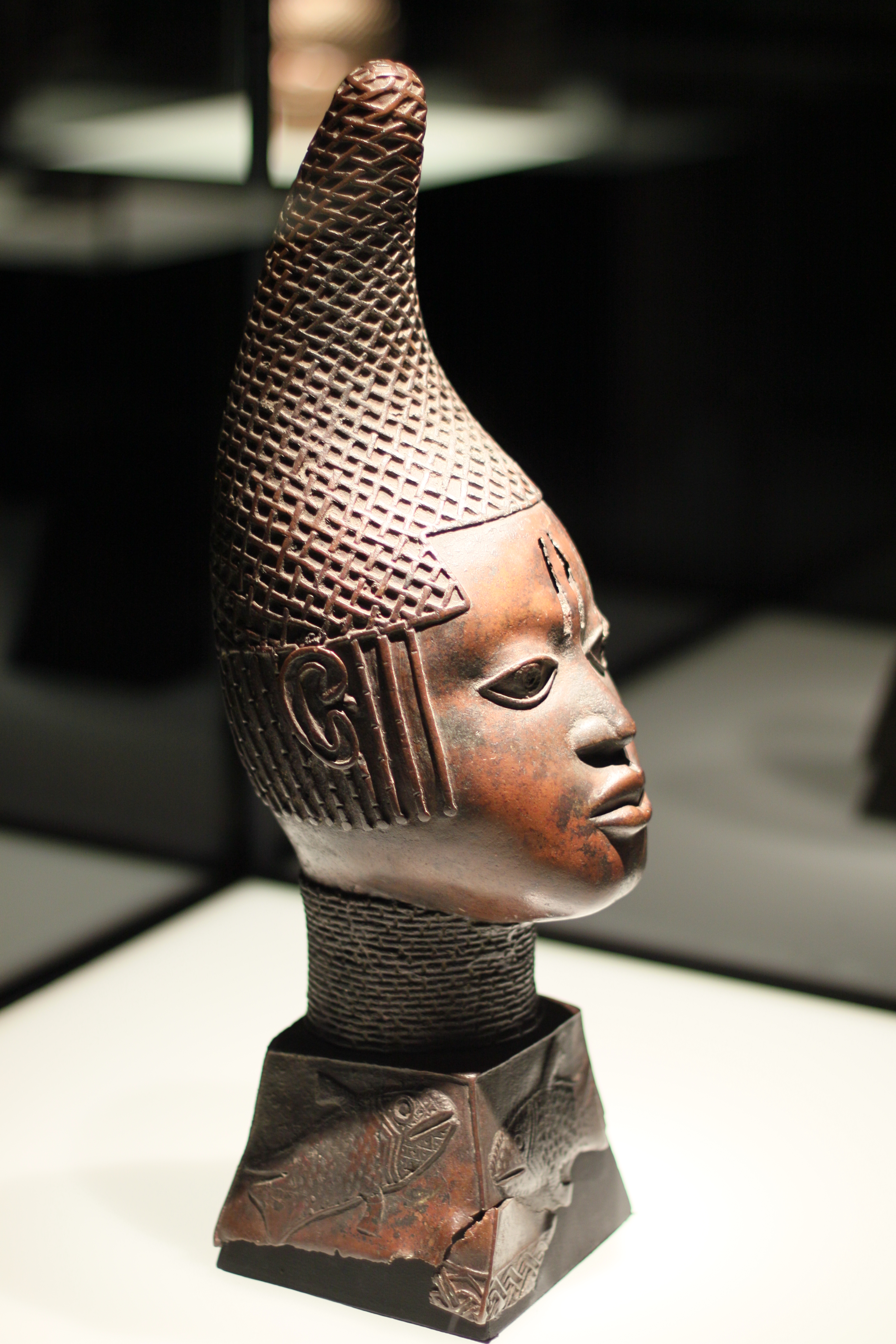
Gedenkkopf einer Königinmutter ioyba, Königreich Benin, aus dem frühen 16. Jh., Teil der Benin-Bronzen; bis 2020 in der Afrikaabteilung des Ethnologischen Museums Berlin
(Inv. Nr. III C 12507 - Sammlung Theodor Francke, erworben 1901)

Theodor Samuel Francke (* 7. Dezember 1830 in Berlin; † 7. September 1896 in Bad Homburg vor der Höhe) war ein preußischer Fabrikbesitzer, Kaufmann und Grundbesitzer.

## Leben
Theodor Francke war ein Sohn des Holzhändlers Johann Gottfried David Francke (Firma J. G. D. Francke) (David-Francke-Straße in Spandau) und Bruder des Geheimen Kommerzienrates und Stadtältesten Carl Ernst Francke (Villa Francke in Potsdam), sowie Onkel des Kommerzienrates und Stadtältesten Arthur Francke (Arthur Francke'sche Stiftung).
Er erhielt seine Ausbildung im väterlichen Betrieb, der ab 1859 als Dav. Francke Söhne weitergeführt wurde. 1864 gründete er eine eigene Firma Theodor Francke (Mahagoni-Holz-, Fourniere- und Elfenbeinhandlung) auf dem Grundstück Mühlenstraße 40. 1867 verlegte er seinen Betrieb in die Schmidstraße 25 (heute Kreuzberg) und errichtete eine Dampfschneidemühle.
Theodor Francke belieferte als Elfenbeinhändler und Inhaber der Fa. Theodor Francke die aufstrebende Berliner Klavierindustrie mit Elfenbeinfurnier. Durch diese Tätigkeit war er in Afrika geschäftlich aktiv und kam so in Kontakt mit der afrikanischen Kunst. Er interessierte sich für diese Kunst und erwarb auf Auktionen und von Händlern auf dem aufblühenden Markt für Ethnographika auch Kunstgegenstände aus dem Königreich Benin. Diese bei der Zerstörung des Königspalastes in Benin von britischen Kolonialsoldaten geraubten Kulturgüter wurden bei Auktionen in England erworben und nach Deutschland gebracht. Nach seinem Tod wurde die Sammlung 1901 vom Ethnologischen Museum Berlin erworben. Ein Teil der Sammlung Franckes, speziell die Beninische Bronze, ist im 2020 eröffneten Humboldt Forum neben anderen Kunstgütern kolonialen Ursprungs ausgestellt. Mit Nigeria wurde eine Restitution der geraubten Kunstgegenstände vereinbart.
Der erfolgreiche Elfenbeinhandel ermöglichte es Francke, in Tempelhof einen großen Privatpark auf dem Gelände, das ursprünglich als Elfenbeinlager genutzt wurde, anzulegen. Für den Entwurf soll der erste Berliner Gartendirektor Gustav Meyer zuständig gewesen sein. Zusätzlich wurden Bildhauer, Springbrunnenspezialisten, Zoologen und Gartenkünstler hinzugezogen. Da Theodor Francke Junggeselle war, ging der Park nach seinem Tod seinem Wunsch folgend in den Besitz der Stadt Berlin über. Der Franckepark liegt direkt hinter dem Rathaus Tempelhof am Tempelhofer Damm.
Die Firma Theodor Francke wurde vom Geschäftsführer Paul Dreyer als Theodor Francke GmbH in Karlshorst (direkt an der B1) bis 1945 weitergeführt.

## Ehrungen
- Um 1909 wurde die Theodorstraße nahe dem Franckepark in Berlin-Tempelhof nach seinem Vornamen benannt.[6]
- Seit 23. März 1925 ist die Theodor-Francke-Straße nahe dem Franckepark in Berlin-Tempelhof zu seinen Ehren benannt.[7]